# Roommate (chương trình truyền hình)
Roommate (tiếng Hàn Quốc: 룸메이트) là chương trình truyền hình thực tế Hàn Quốc; một phần của chuỗi Good Sunday của SBS, cùng với Running Man. Tập đầu tiên được phát sóng vào 4 tháng 5 năm 2014. Chương trình gồm 11 nhân vật nổi tiếng cùng sống với nhau trong ngôi nhà chung, chia sẻ không gian chung như nhà bếp, phòng khách và nhà tắm cũng như công việc nhà. Ngôi nhà có 60 máy quay phim và 5 phòng ngủ. Chương trình phản ánh xã hội ngày nay nơi mà những người sống một mình đang tăng lên đáng kể và mục đích để cho thấy cuộc sống, rắc rối, và niềm vui của 11 nghệ sĩ nổi tiếng khác nhau, mối quan hệ và có thể là thù hận cùng sống chung trong một mái nhà.
Sáu trong mười một thành viên ban đầu đã rời khỏi chương trình sau mùa đầu tiên của Roommate vào 14 tháng 9 năm 2014. Bảy thành viên mới được thêm vào mùa thứ 2 bắt đầu vào 21 tháng 9 năm 2014. Cùng với sử trở lại của K-pop Star với Good Sunday, Roommate chuyển lịch phát sóng vào mỗi thứ ba lúc 11:15 pm bắt đầu từ 25 tháng 11 năm 2014.

## Mùa 1
Bạn cùng phòng ban đầu là Lee So-ra, Park Bom và Song Ga-yeon, Jo Se-ho và Lee Dong Wook, Nana và Hong Soo Hyun, Chan-yeol và Shin Sung-woo, và Park Min-woo và Seo Kang Joon. Sự kết hợp của ca sĩ, diễn viên nam/nữ, nghệ sĩ hài, người mẫu, và võ sĩ quyền anh người có ít kinh nghiệm trong chương trình thực tế sẽ tạo nên tiếng cười và những nhân vật mới. Vào 24 tháng 7 năm 2014, YG Entertainment công bố rằng Park Bom sẽ không tham gia ghi hình từ 11 tháng 7 năm 2014 do vụ scandal chất cấm của mình và chính thức rời khỏi chương trình, với tập cuối cùng của cô phát sóng vào 27 tháng 7 năm 2014. Đến 20 tháng 8, Lee Sora xác nhận rời khỏi chương trình vĩnh viễn do xung đột của lịch trình. Vào 27 tháng 8 năm 2014, Song Ga-yeon xác nhận rời khỏi chương trình để tập trung vào sự nghiệp của mình. Vào ngày 1 tháng 9 năm 2014, Shin Sung-woo đăng một cập nhật trên Twitter sẽ rời khỏi chương trình. Vào 11 tháng 9 năm 2014, Hong Soo-hyun rời khỏi chương trình để tập trung vào sự nghiệp diễn xuất. Vào 12 tháng 9 năm 2014, Park Chan-yeol rời khỏi chương trình do xung đột lịch trình. Với hơn một nửa thành viên của mùa đầu rời khỏi chương trình, nhà sản xuất công bố mùa mới cùng với các thành viên mới đồng hành cùng với cựu thành viên Mùa 1.

## Mùa 2,It's Okay, Roommate
Mùa 2 của Roommate, với tên mới là It's Okay, Roommate, những người bạn cùng phòng sẽ phải cùng nhau đối phó với những vấn đề và cuộc sống cá nhân của họ sau màn ảnh. Diễn viên bao gồm 5 thành viên cũ, và bổ sung thêm một số thành viên mới. Tính đến 11 tháng 9, Sunny của Girls' Generation, Joon Park của g.o.d, Jackson của GOT7, Ryohei Otani, và danh hài Lee Gook-ju được thêm vào mùa thứ 2. Vào 12 tháng 9, nữ diễn viên Bae Jong-Ok đã xác nhận tham gia chương trình và Youngji của Kara là thành viên cuối cùng tham gia Roommate mùa 2.

## Thành viên

### Hiện tại
| Tên           | Nghề nghiệp                                              | Ngày sinh         | Phòng                       | Cuộc sống trước đây | Xuất hiện |
| ------------- | -------------------------------------------------------- | ----------------- | --------------------------- | ------------------- | --------- |
| Lee Dong Wook | Diễn viên                                                | 6 tháng 11, 1981  | Phòng 3 ➡ Phòng 5 ➡ Phòng 3 | Với người thân      | Mùa 1 & 2 |
| Jo Se-ho      | Danh hài, diễn viên                                      | 9 tháng 8, 1982   | Phòng 2 ➡ Phòng 5 ➡ Phòng 3 | Với bạn             | Mùa 1 & 2 |
| Park Min-woo  | Diễn viên                                                | 22 tháng 3, 1988  | Phòng 5 ➡ Phòng 2 ➡ Phòng 3 | Một mình            | Mùa 1 & 2 |
| Seo Kang Joon | Diễn viên, ca sĩ, thành viên 5urprise                    | 12 tháng 10, 1993 | Phòng 5 ➡ Phòng 2 ➡ Phòng 5 | Với thành viên nhóm | Mùa 1 & 2 |
| Jackson Wang  | Ca sĩ, thành viên Got7                                   | 28 tháng 3, 1994  | Phòng 5                     | Với thành viên nhóm | Mùa 2     |
| Bae Jong-ok   | Nữ diễn viên                                             | 13 tháng 5, 1964  | Phòng 4                     | Một mình            | Mùa 2     |
| Sunny         | Ca sĩ, diễn viên, thành viên Girls' Generation, Radio DJ | 15 tháng 5, 1989  | Phòng 4                     | Với thành viên nhóm | Mùa 2     |
| Nana          | Ca sĩ, thành viên After School                           | 14 tháng 9, 1991  | Phòng 3 ➡ Phòng 1           | Với thành viên nhóm | Mùa 1 & 2 |
| Heo Youngji   | Ca sĩ, thành viên Kara                                   | 30 tháng 8, 1994  | Phòng 1                     | Với gia đình        | Mùa 2     |
| Lee Guk-joo   | Danh hài                                                 | 5 tháng 1, 1986   | Phòng 1                     | Một mình            | Mùa 2     |
| Ryohei Otani  | Diễn viên Nhật, người mẫu                                | 1 tháng 10, 1980  | Phòng 2                     | Một mình            | Mùa 2     |
| Joon Park     | Ca sĩ, diễn viên, thành viên g.o.d                       | 20 tháng 7, 1969  | Phòng 2                     | Một mình            | Mùa 2     |

### Thành viên cũ
| Tên            | Nghề nghiệp                 | Ngày sinh         | Phòng   | Cuộc sống trước đây                    | Xuất hiện |
| -------------- | --------------------------- | ----------------- | ------- | -------------------------------------- | --------- |
| Hong Soo Hyun  | Diễn viên nữ                | 15 tháng 2, 1981  | Phòng 3 | Với người thân                         | Mùa 1     |
| Park Chan-yeol | Ca sĩ, thành viên EXO       | 27 tháng 11, 1992 | Phòng 4 | Với thành viên trong nhóm              | Mùa 1     |
| Shin Sung-woo  | Ca sĩ/diễn viên             | 2 tháng 12, 1968  | Phòng 4 | Một mình trong 30 năm                  | Mùa 1     |
| Song Ga-yeon   | Nghệ sĩ quyền anh           | 28 tháng 12, 1994 | Phòng 1 | Một mình                               | Mùa 1     |
| Park Bom       | Ca sĩ, thành viên nhóm 2NE1 | 24 tháng 3, 1984  | Phòng 1 | Với thành viên của nhóm, hoặc một mình | Mùa 1     |
| Lee So-ra      | Người mẫu                   | 4 tháng 11, 1969  | Phòng 1 | Một mình trong 20 năm                  | Mùa 1     |

## Danh sách tập

### Mùa 1
| Tập # | Ngày phát sóng      | Tiêu đề                                              | Người kể chuyện          |
| Mùa 1 | Mùa 1               | Mùa 1                                                | Mùa 1                    |
| ----- | ------------------- | ---------------------------------------------------- | ------------------------ |
| 1     | 4 tháng 5 năm 2014  | Nếu một ngày, sống chung với người lạ                | Lee Dong-wook            |
| 2     | 11 tháng 5 năm 2014 | Tiếp cận bạn chầm chậm, từng chút một                | Lee So-ra                |
| 3     | 18 tháng 5 năm 2014 | Tình yêu là cánh cửa rộng mở                         | Hong Soo-hyun            |
| 4     | 25 tháng 5 năm 2014 | Nếu chúng ta ở bên nhau, không có gì tốt hơn như thế | Shin Sung-woo            |
| 5     | 1 tháng 6 năm 2014  | Bạn là mùa xuân của tôi (Bom)                        | Seo Kang Joon            |
| 6     | 8 tháng 6 năm 2014  | Tin nhắn của Bom trở thành hiện thực                 | Park Bom                 |
| 7     | 15 tháng 6 năm 2014 | Nana cô gái kỳ diệu và hài hước, Kang siêu nhân      | Nana                     |
| 8     | 22 tháng 6 năm 2014 | Bạn là số 1 của tôi                                  | Park Min-woo             |
| 9     | 29 tháng 6 năm 2014 | Ngọt, cay và đắng                                    | Chan-yeol                |
| 10    | 6 tháng 7 năm 2014  | Tuổi trẻ không bao giờ trở lại                       | Jo Se-ho                 |
| 11    | 13 tháng 7 năm 2014 | Liệu có tốt đẹp hơn nếu mọi thứ đều suôn sẻ?         | Song Ga-yeon             |
| 12    | 20 tháng 7 năm 2014 | Bầu trời luôn tối trước bình mình                    | Chan-yeol                |
| 13    | 27 tháng 7 năm 2014 | Đạt được mục tiêu chủ nhật                           | Hong Soo-hyun            |
| 14    | 3 tháng 8 năm 2014  | Niềm vui sẽ đến sau khó khăn?                        | Jo Se-ho & Seo Kang-joon |
| 15    | 10 tháng 8 năm 2014 | Phép lạ đêm mùa hè                                   | Jo Se-ho & Seo Kang-joon |
| 16    | 17 tháng 8 năm 2014 | Bắt đầu lại sau kết thúc                             | Jo Se-ho & Seo Kang-joon |
| 17    | 24 tháng 8 năm 2014 | Enjoy It, Song Kayeon                                | Hong Soo-hyun            |
| 18    | 31 tháng 8 năm 2014 | Nhìn lại                                             | Park Min-woo             |
| 19    | 7 tháng 9 năm 2014  | Theo đuổi hay bị theo đuổi                           | Hong Soo-hyun            |
| 20    | 14 tháng 9 năm 2014 | Tạm biệt đam mê                                      | Hong Soo-hyun            |

## Khách mời

### Mùa 1
| Tập   | Khách mời                                  | Ghi chú        |
| ----- | ------------------------------------------ | -------------- |
| 8     | Yoo Il (5urprise), Lee Tae-hwan (5urprise) | S1 E8          |
| 10    | Lee Deok-hwa                               | S1 E10         |
| 13    | Baekhyun (EXO)                             | S1 E13         |
| 14    | Masamori Tokuyama                          | S1 E14         |
| 14-16 | Jeffrey Kung                               | S1 E14, 15, 16 |
| 16    | Lizzy (After School), Kaeun (After School) | S1 E16         |

### Mùa 2
| Tập    | Khách mời                                                                                            | Ghi chú    |  |
| ------ | --- | ---------- |  |
| 23     | Song Ga-yeon                                                                                         | S2 E3      |  |
| 24     | Yoona (Girls' Generation), Danny Ahn (g.o.d), Chae Yeon                                              | S2 E4      |  |
| 26     | Lee Soon-jae                                                                                         | S2 E6      |  |
| 27     | Park Hyun-bin                                                                                        | S2 E7      |  |
| 28     | Choi Hong-man, Hong Jin-young                                                                        | S2 E8      |  |
| 29     | Goo Hara (KARA)                                                                                      | S2 E9      |  |
| 30     | Yoon Hyun-sook, Byun Jung-soo                                                                        | S2 E10     |  |
| 31     | Hong Seok-cheon                                                                                      | S2 E11     |  |
| 32, 33 | Park Jin-young, Baek Ji-young                                                                        | S2 E12, 13 |  |
| 34     | Thành viên GOT7 (ngoại trừ JB), thành viên 5urprise (Gong Myung, Yoo Il), Jang Ye-won, Nam Chang-hee | S2 E14     |  |
| 35     | Hong Yoon-hwa, Kim Min-kyung                                                                         | S2 E15     |  |
| 36     | Shoo (S.E.S.) và 2 bé gái song sinh (Im Rayul, Im Rahui)                                             | S2 E16     |  |
| 37     | Shoo (S.E.S.) và 2 bé gái song sinh (Im Rayul, Im Rahui) & chồng Im Hyo-sung                         | S2 E17     |  |
| 38     | Danny Ahn (g.o.d), Nam Hee-seok                                                                      | S2 E18     |  |
| 39     | Ok Taecyeon (2PM)                                                                                    | S2 E19     |  |
| 40     | Jung Chan Woo, Kim Tae Gyun và con trai Kim Bum Joon                                                 | S2 E20     |  |
| 41     | Kim Hong Guk, Lee Gye In                                                                             | S2 E21     |  |
| 42     | Choi Hyun Seok                                                                                       | S2 E22     |  |
| 43     | Kim Hyun Joo, Kim Jung Nan                                                                           | S2 E23     |  |
| 44     | Kim Soo Mi, Byun Jung-soo(đã từng tới ở E10)                                                         | S2 E24     |  |
| 45     | Henry, Amber (F(x)), BamBam(GOT7)                                                                    | S2 E25     |  |

Đánh giá
Bảng đánh giá dưới đây, đánh giá cao nhất sẽ thể hiện bằng màu đỏ, và đánh giá thấp nhất sẽ thể hiện bằng màu xanh.
Xếp hạng dưới đây là xếp hạng cá nhân của Roommate. (Ghi chú: Xếp hạng cá nhân dưới đây không bao gồm thời gian quảng cáo, trong đó bao gồm xếp hạng hằng tuần.)
| Tập # | Ngày phát sóng       | TNmS Ratings | TNmS Ratings      | AGB Ratings | AGB Ratings       |
| Tập # | Ngày phát sóng       | Toàn quốc    | Vùng thủ đô Seoul | Toàn quốc   | Vùng thủ đô Seoul |
| Mùa 1 | Mùa 1                | Mùa 1        | Mùa 1             | Mùa 1       | Mùa 1             |
| ----- | -------------------- | ------------ | ----------------- | ----------- | ----------------- |
| 1     | 4 tháng 5 năm 2014   | 6.0%         | 6.9%              | 6.1%        | 6.6%              |
| 2     | 11 tháng 5 năm 2014  | 6.6%         | 8.7%              | 6.8%        | 6.9%              |
| 3     | 18 tháng 5 năm 2014  | 5.2%         | 6.6%              | 5.3%        | 5.5%              |
| 4     | 25 tháng 5 năm 2014  | 6.5%         | 8.5%              | 6.3%        | 7.2%              |
| 7     | 15 tháng 6 năm 2014  | 4.7%         | 6.5%              | 4.4%        | 5.1%              |
| 8     | 22 tháng 6 năm 2014  | 5.4%         | 6.7%              | 4.4%        | 4.6%              |
| 9     | 29 tháng 6 năm 2014  | 5.3%         | 6.0%              | 5.0%        | 5.4%              |
| 10    | 6 tháng 7 năm 2014   | 5.0%         | 5.4%              | 4.9%        | 5.7%              |
| 11    | 13 tháng 7 năm 2014  | 5.4%         | 5.9%              | 4.5%        | 4.9%              |
| 12    | 20 tháng 7 năm 2014  | 4.8%         | 5.9%              | 4.1%        | 5.1%              |
| 13    | 27 tháng 7 năm 2014  | 4.2%         | 6.0%              | 3.1%        | 4.4%              |
| 14    | 3 tháng 8 năm 2014   | 5.5%         | 6.0%              | 5.2%        | 5.6%              |
| 15    | 10 tháng 8 năm 2014  | 4.6%         | 5.9%              | 4.5%        | 4.8%              |
| 16    | 17 tháng 8 năm 2014  | 4.8%         | 6.6%              | 4.6%        | 5.4%              |
| 17    | 24 tháng 8 năm 2014  | 5.4%         | 6.1%              | 4.7%        | 5.4%              |
| 18    | 31 tháng 8 năm 2014  | 4.3%         | 5.6%              | 4.3%        | 4.6%              |
| 19    | 7 tháng 9 năm 2014   | 3.0%         | 3.7%              | 3.6%        | 4.0%              |
| 20    | 14 tháng 9 năm 2014  | 3.7%         | 3.9%              | 4.2%        | 5.1%              |
| Mùa 2 |                      |              |                   |             |                   |
| 21    | 21 tháng 9 năm 2014  | 6.0%         | 7.7%              | 6.3%        | 7.1%              |
| 22    | 5 tháng 10 năm 2014  | 4.2%         | 5.0%              | 5.0%        | 5.3%              |
| 23    | 12 tháng 10 năm 2014 | 5.1%         | 6.4%              | 5.5%        | 6.5%              |
| 24    | 19 tháng 10 năm 2014 | 7.2%         | 9.2%              | 8.2%        | 8.9%              |
| 25    | 26 tháng 10 năm 2014 | 5.4%         | 6.5%              | 5.2%        | 5.9%              |
| 26    | 2 tháng 11 năm 2014  | 4.7%         | 6.1%              | 5.1%        | 5.7%              |
| 27    | 9 tháng 11 năm 2014  | 5.0%         | 6.6%              | 5.5%        | 6.2%              |
| 28    | 16 tháng 11 năm 2014 | 4.9%         | 6.1%              | 5.6%        | 5.9%              |
| 29    | 25 tháng 11 năm 2014 | 2.7%         | 3.4%              | 3.3%        | 3.5%              |
| 30    | 2 tháng 12 năm 2014  | 2.4%         | 3.2%              | 3.0%        | 3.6%              |
| 31    | 9 tháng 12 năm 2014  | 2.7%         | 3.5%              | 3.1%        | 3.4%              |
| 32    | 16 tháng 12 năm 2014 | 3.8%         | 4.4%              | 4.7%        | 5.6%              |
| 33    | 23 tháng 12 năm 2014 | 4.6%         | 5.6%              | 5.1%        | 5.9%              |
| 34    | 6 tháng 1 năm 2015   | 4.3%         | 4.4%              | 4.7%        | 5.3%              |
| 35    | 13 tháng 1 năm 2015  |              |                   |             |                   |
| 36    | 20 tháng 1 năm 2015  |              |                   |             |                   |
| 37    | 27 tháng 1 năm 2015  |              |                   |             |                   |
| 38    | 03 tháng 2 năm 2015  |              |                   |             |                   |
| 39    | 10 tháng 2 năm 2015  |              |                   |             |                   |
| 40    | 26 tháng 2 năm 2015  |              |                   |             |                   |

## Giải thưởng và đề cử
| Năm  | Giải thưởng              | Thể loại                   | Người nhận    | Kết quả   |
| ---- | ------------------------ | -------------------------- | ------------- | --------- |
| 2014 | SBS Entertainment Awards | Giải nam tân binh xuất sắc | Jackson Wang  | Đoạt giải |
| 2014 | SBS Entertainment Awards | Giải nam tân binh xuất sắc | Seo Kang Joon | Đề cử     |
| 2014 | SBS Entertainment Awards | Giải nữ tân binh xuất sắc  | Bae Jong Ok   | Đoạt giải |
| 2014 | SBS Entertainment Awards | Giải ngôi sao mới          | Jo Se-ho      | Đoạt giải |
| 2014 | SBS Entertainment Awards | Giải ngôi sao mới          | Lee Guk-joo   | Đoạt giải |

## OST
| Roommate OST phần 1 | Roommate OST phần 1   | Roommate OST phần 1 | Roommate OST phần 1         | Roommate OST phần 1 | Roommate OST phần 1 |
| STT                 | Nhan đề               | Phổ lời             | Phổ nhạc                    | Artist              | Thời lượng          |
| ------------------- | --------------------- | ------------------- | --------------------------- | ------------------- | ------------------- |
| 1.                  | "Roommate" (룸메이트) | A.T, PAKI           | Yoon Jong-shin, Lee Geun-ho | Lim Kim, Eddy Kim   | 03:52               |
| Tổng thời lượng:    | Tổng thời lượng:      | Tổng thời lượng:    | Tổng thời lượng:            | Tổng thời lượng:    | 03:52               |

## Liên kết
- Roommate Trang chủ chính thức (tiếng Hàn)
- Roommate trên Twitter
- Roommate trên Facebook
- Roommate trên Facebook
- Roommate trên Instagram